# 南京条约
《南京條約》，又称《江寧條約》或《万年和约》，是清朝首個因對歐美國家戰敗而簽訂的條約。條約原文並無正式名稱，僅因於江寧省會（今南京）簽署而多稱為南京條約。主要條款是大清國割讓香港岛和開放五口通商（廣州、福州、廈門、寧波和上海）。
清朝道光二十二年（1842年），清朝在對大英帝国的第一次鸦片战争中战败。雙方代表在江寧府静海寺（今南京市鼓楼区）谈判，并在泊于江寧府下關江面的英军旗舰汗華囇號上签署《江寧條約》，即《南京条约》。1943年，中華民國国民政府分别与英國簽訂《中英關於取消英國在華治外法權及其有關條約與換文》、与美國簽訂《中美新約》，廢除一些不平等條約內容，例如領事裁判權。《南京條約》原件之一由英國政府保存于英国国家档案馆；另一份正本由中華民國外交部保存於臺北市外雙溪國立故宮博物院。

## 條約背景

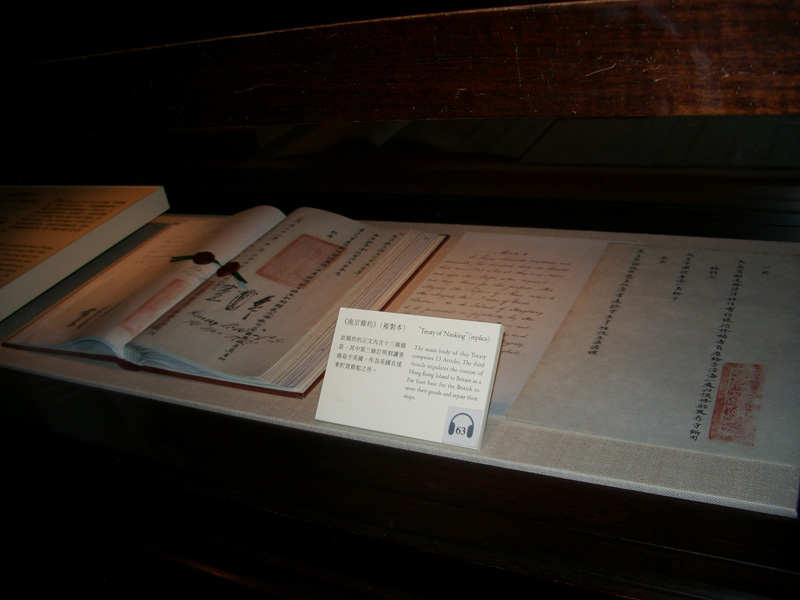
《南京条约》复制品，香港历史博物馆藏

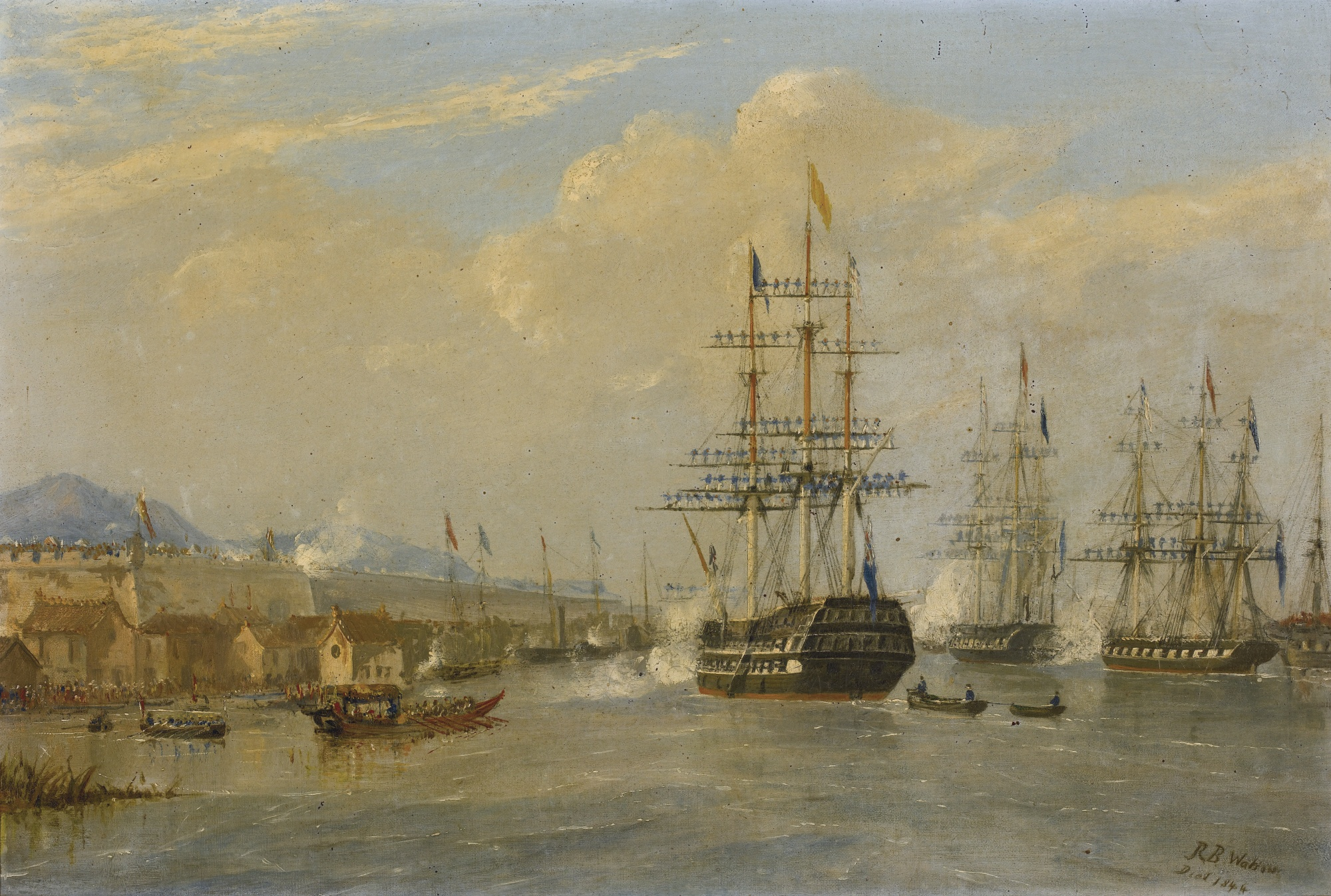
於江寧府港口的汗華囇号

1839年3月，清朝欽差大臣林則徐奉旨至廣州嚴禁鴉片，與大英產生貿易、司法和外交衝突，使得英政府內閣在同年10月1日，決定派遣遠征軍至中国，英國政府任命懿律和義律為正副全權代表，以懿律為侵華英軍總司令。6月，英國艦船40多艘，士兵4,000多人陸續到達中國南海澳門附近海面，第一次鴉片戰爭正式開始。
由於道光帝在剿、撫之間搖擺不定，而清軍與英軍交戰又屢次失利，在前線與英軍談判的琦善與奕山等先後私下與義律訂定《穿鼻草約》（1841年1月20日）與《廣州和約》（1841年5月27日）。當中《穿鼻草約》訂有割讓香港島、賠償洋銀600萬元、中英官員平等外交，以及重開廣州商務等條款，英軍因此早於1841年1月26日已登陸並佔領香港島。然而，中英兩國政府均不承認《穿鼻草約》有效，英國政府認為英軍在華取得利益太少，更於1841年4月30日決定召回義律，改派東印度公司陸軍少將璞鼎查為駐華全權代表。同年8月10日，璞鼎查赴華後下令繼續進攻中國，於10月佔據定海、鎮海和寧波，翌年6月陷吳淞、寶山，7月陷鎮江，至8月直逼江宁府。清廷遂派遣欽差大臣耆英、伊里布赴江寧，與英軍展開談判。

## 談判過程
英军1842年7月在镇江的军事行动，切断清朝经济命脉京杭大运河的漕运。16日，道光皇帝密谕耆英，只要英国息战退兵，便同意割让香港，并增开通商口岸。镇江失守后，道光帝决心专意“议抚”，并授权耆英、伊里布“便宜行事，务须妥速办理，不可稍涉游移”，并令奕经所率援军暂缓由浙赴苏，“以免该逆疑虑”。然而，璞鼎查对清朝方面的“羁縻”毫不理睬，命令英军继续向江宁推进:455-456。
1842年8月4日，大英军舰驶抵江寧府下关江面，8月10日，英军開始準備進攻南京。11日，英国陆军登陆，“于紫金山之上，安设大炮”，军舰摆开了攻城的架势，兩江總督牛鑑乞和，璞鼎查答以倘欽差大臣耆英、伊布，如能所請，可不攻城:69。同日，耆英自无锡赶到江宁，在英国军队的炮口威慑下，开始与英方议和。8月12日，璞鼎查提出：「讓地通商一端，大清必將香港地方讓與大英永遠據守。蓋大英之國體，既被大清之凌辱，理當讓地方以伏其罪，而補所傷之威儀也。」又限耆英須於8月14日定議，否則開砲攻城:69。14日，英军下令進攻南京，但是當天南京城垣上挂了白旗，英国代表搭乘皇后號炮艇到静海寺，与清政府代表议约，双方在寺内共談判4次。17日，中方原则上接受英国所提的条件。22日，道光皇帝全部允准英方要求:69。耆英、伊里布、牛鑑曾應璞鼎查之邀，登英國艦隻拜訪，璞鼎查亦上岸答拜:69。
1842年8月29日（道光二十二年七月二十四日），清廷代表钦差大臣耆英、伊布和大英代表砵甸乍在英军旗舰汗华丽号（康沃利斯號）上正式签订《南京条约》。其時英國維新黨政府下台，新上任的保守黨外交大臣阿伯丁伯爵於1841年給砵甸乍爵士發出新訓令，撤回割地要求；然而，璞鼎查於冬天停戰時返抵香港，對香港發展甚為滿意，在訂立《南京條約》時，違背英廷訓令，不僅訂立通商條約，還要求割讓香港:320，並最終在條約中加入了相關條款:9-10。
同年10月27日，道光皇帝批准條約；12月28日，維多利亞女皇批准條約。
1843年4月5日，維多利亞女皇頒發《英皇制誥》。同年6月26日，耆英與砵甸乍在香港就《南京條約》換約，砵甸乍依據《英皇制誥》，成為香港首任總督。同年12月2日，大英帝國授予砵甸乍騎士大十字勛章（GCB）表彰其功勞。

## 條款

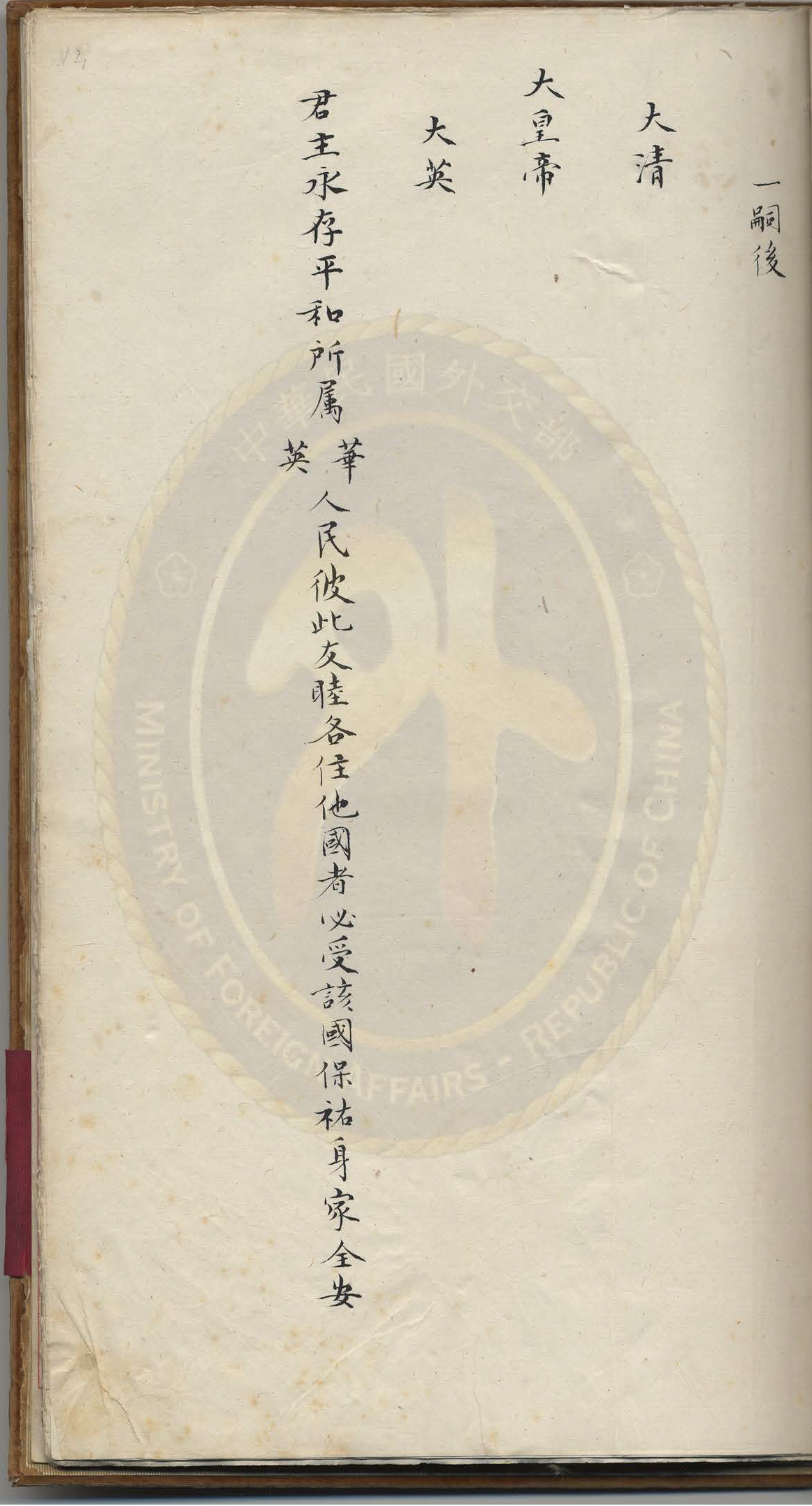
《南京條約》中文第一條

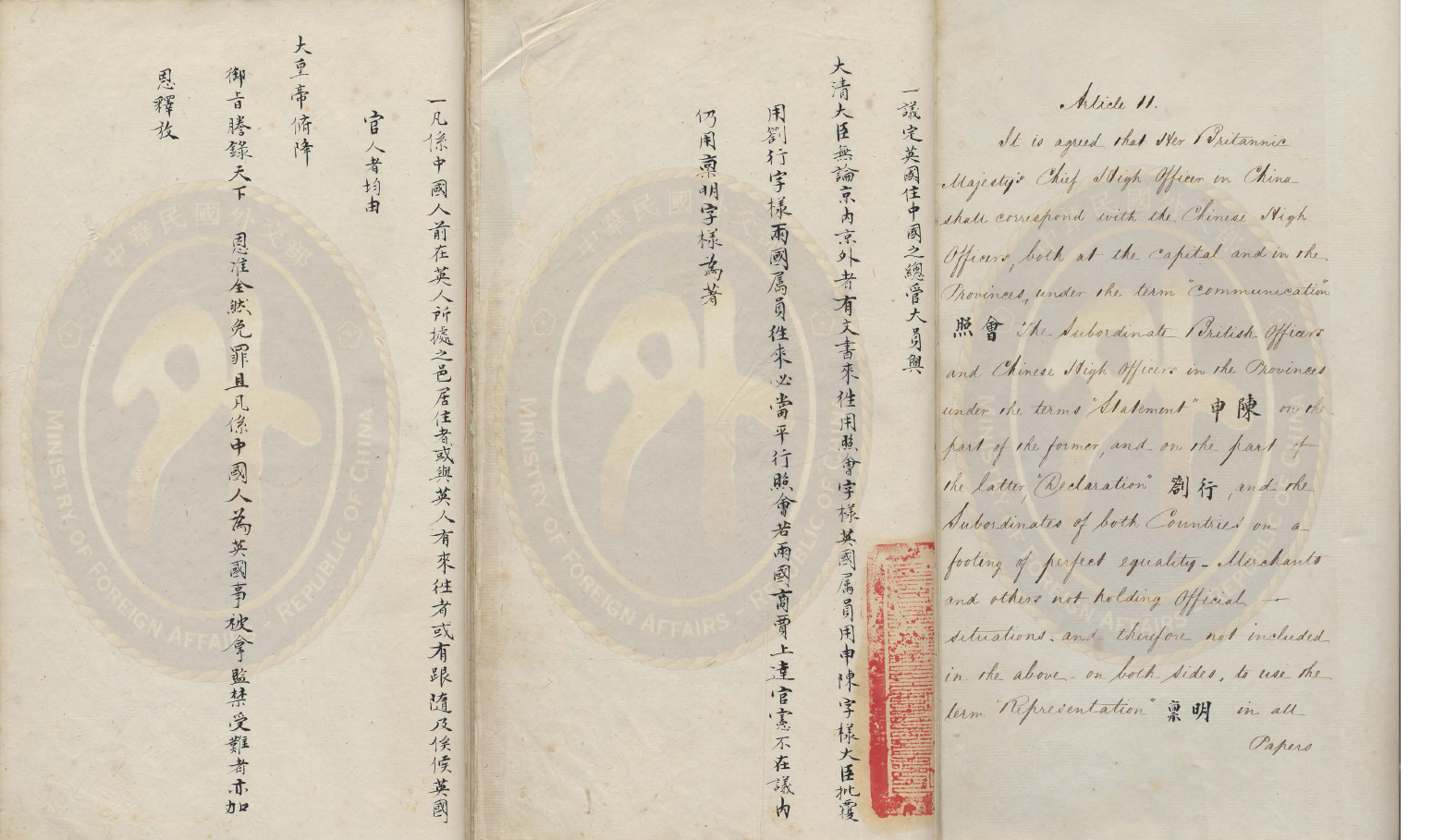
《南京條約》原文部份內容

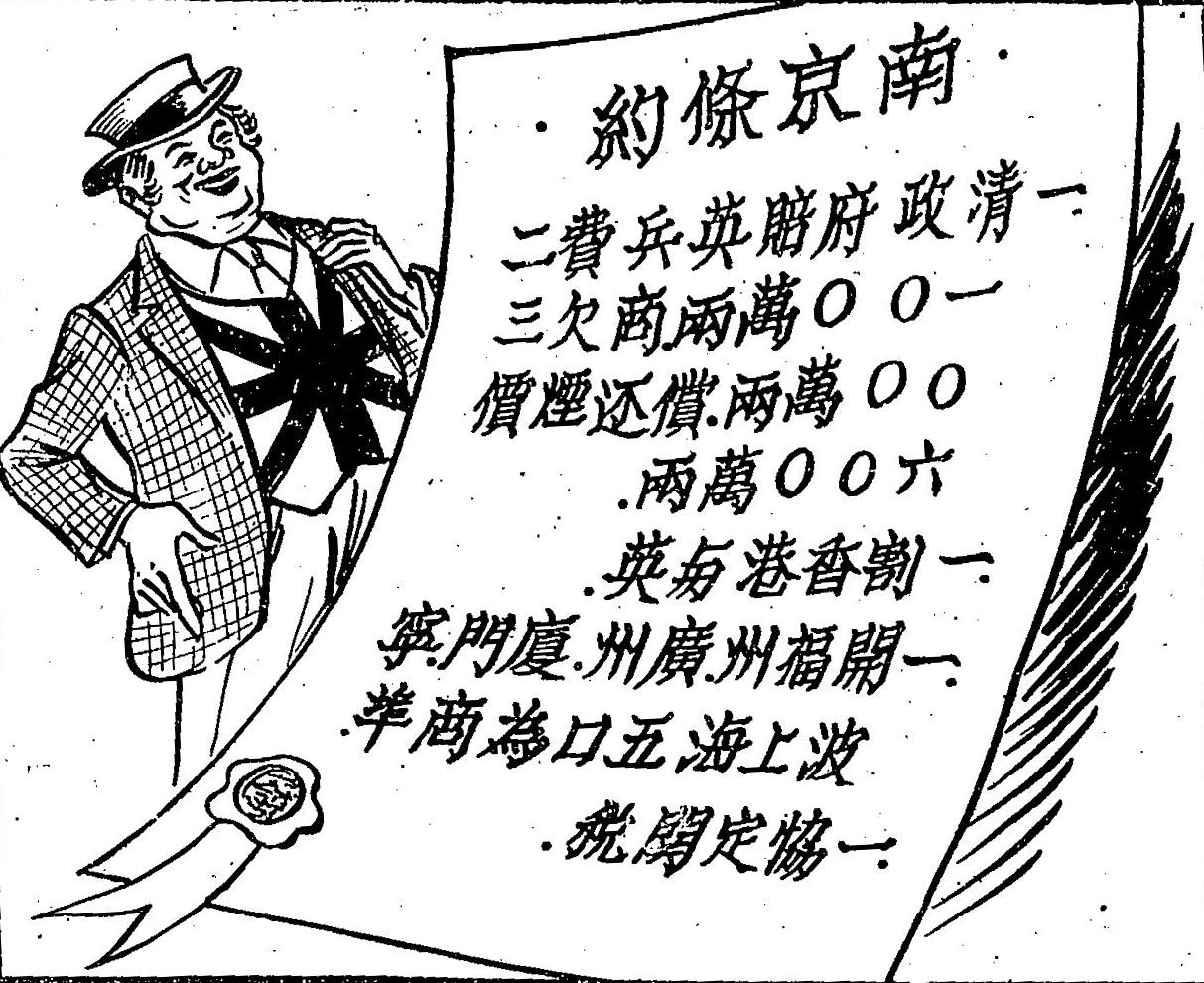
由汪精衛政權中华民族反英美协会出版的《鸦片战争史画》所列《南京条约》的主要条款內容。當中所列賠款計價單位誤作「兩」（應為「圓」或「銀圓」）；兵費賠款則誤作「二一〇〇萬兩」（應為「一二〇〇萬圓」）。

- 第一條：大清及大英雙方君主及人民今後和平共處，兩國各自保護對方國民在本國境內的人身及財產安全。[21]
- 第二條：清政府向英方开放五口通商，即沿海的广州、福州、厦门、宁波、上海五处港口，允許英方於該五處「城邑」派駐領事、管事等官式外交代表，並允許英商及其家眷居於上述口岸[22]。
- 第三條：清政府将永久割讓香港岛予大英治理。[19]
- 第四至七條：清政府向大英赔偿煙價六百萬圓（銀圓）、公行商欠三百萬圓，以及水陸軍費一千二百萬圓，共二千一百萬圓，並廢除須經公行進行貿易的制度。清政府即時付款六百萬圓，之後三年（1843-1845年）分別按每年六百萬圓、五百萬圓及四百萬圓賠清款項，每半年分期付款一次。[23]
- 第八至九條：清政府釋放在中國被囚之英國人，同時赦免與英人有關之中國人，並釋放因為「英國事」而被捉拿監禁的中國人。[24]
- 第十條：兩國共同訂立進出口關稅；英商貨物在其中一處通商口岸按例納稅後，即可由中國商人遍運中國各地，不得加重稅。[25]
- 第十一條：中英兩國文書平行，兩國官員用照會往來。
- 第十二條：清政府付清首期六百萬圓賠款後，英军撤出江寧、鎮江及鎮海等处；待賠款全數付清及五口通商落實後，英軍亦撤出定海舟山島及廈門鼓浪嶼。
- 第十三條：條約交由大清及大英兩國君主批准，並盡快換約。

### 中文版本誤譯
由於清政府缺乏通曉英語的外交官員，所以《南京条约》的中译工作均由英方人员担任，當中主要由大英的外交官马儒翰、傳教士郭士立和罗伯聃負責。然而當時的翻譯條件並不如現在的成熟，因此，清朝政府的版本和英国政府的版本在文意上出现差异。
條約第二條的英文版本为：
中文版譯为：

自今以后，大皇帝恩准大英人民带同所属家眷寄居大清沿海之广州、福州、厦门、宁波、上海五处港口，贸易通商无碍。且大英君主派设领事、管事等官住该五处城邑，专理商贾事宜……

英文版本規定英方委派的「總監或領事官員」，與從事商貿的「臣民連同其家眷及相關機構人員」均可於五個通商口岸的「城鎮」中居住；而中文譯本則僅允許英方「领事、管事等官」居住於「城邑」，其餘商貿人員及家眷一律只許居於「港口」。清方官員根據中文譯本與英方屢起爭執，令英人遲遲未能進入廣州城，成為了第二次鸦片战争的原因之一。
條約第三條英文條款为：
而中文版譯为：

……将香港一岛给予大英君主暨嗣后世袭主位者常远据守主掌，任便立法治理。

英文版本中“in perpetuity”的中文正確翻譯為：「永遠」、「永久」；而中文譯本中的“常远”的解釋卻有空間討論。

## 影响

### 割讓香港
1842年至1898年，清朝先後割讓新安縣城城外50公里的香港島和九龍半島，以及租借新界予英國。香港島遠在南方邊陲，英國人曾埋怨它「荒蕪、不衛生、無價值」，後來才發覺到它是優良港口。英屬香港的法律不受清廷規管，由此成為興中會的革命基地，對辛亥革命推翻清朝助力甚大，孫中山的革命思想亦萌芽於英屬香港。香港岛連同九龍和新界於1997年主權移交至中华人民共和国。

### 近代史第一次割地
香港割讓通常被表述為中國近代史上第一次割地。（南京條約簽訂的1842年，澳門尚未被割讓，只是自明代特許葡萄牙帝國商人的居住點）。而在1840年以前，割地的例子在史籍記載不少，有前燕割虎牢關以西予前秦，後晉割燕雲十六州予遼國，南宋在紹興和議割鄧州和唐州予金國，等等。

### 關稅
作為南京條約的後續，《中英五口通商章程》（1843年7月22日）和《五口通商附粘善后条款》（虎门条约，1843年10月8日）。英国相继取得了协定关税、治外法权（仿照《中美望厦条约》索取了领事裁判权，中外人民诉讼各按本国法律管理）、划定租界、片面最惠国待遇、军舰停泊口岸等外交權利，在與大清帝國貿易時享有更多利益，清朝亦因英国的壓力而開放國門，加速現代化，亦間接為往後清朝覆亡、中華民國成立埋下伏筆。

### 上海崛起
1843年至1844年，基於條約厦门、上海、宁波、福州、廣州相继开埠。厦门、福州、宁波因地理限制，商务并不繁盛。而位於长江口的上海因最接近主要出口物资——丝绸和茶叶的产地，又位于江、浙富庶之区，同时是當時清朝政府南北海运的中间站，原在广州的英美商人及其雇佣的买办蜂拥而至，开设洋行。1853年起，上海开始取代广州，成为全中国最大贸易港口。英、美、法三国相继沿黄浦江设立租界，并不断扩展，形成上海公共租界和上海法租界。

### 傳教
鸦片战争时，在清朝约有30万的地下天主教徒。基督教新教没有公开传教，只有20名英美传教士在澳门进行一些准备工作，例如翻译圣经以及编写字典。1846年，道光皇帝明诏弛禁天主教，归还原有教堂，天主教于是转而公开活动。耶稣会负责江苏、安徽和直隶东南部的传教工作，遣使会负责直隶的大部分和浙江、江西，多明我会则专门负责福建。来自英、美、德三国十余个新教差会也纷纷在五口设立教堂、学校、医院。其中美国归正会在厦门兴建了基督教在近代中国的第一所教堂——新街堂，美北长老会的嘉约翰在广州創办了清朝第一所西医院博济医院。

### 第二次鴉片戰爭
《南京条约》規定英国官員可定居於五個通商口岸的城邑中，商民居住地則因翻譯問題引起爭議（見本條目有關段落）。由於第一次鸦片战争后，广东民间反抗活动时有发生，当时主政广东的歷任督撫大員均不欲遵守条约，令英国人一直无法進入广州城。清政府君臣及民眾的拒外情緒，以及與英法等國的爭執引發連串衝突，最終導致第二次鴉片戰爭爆發。

## 延伸閱讀
- 張喜. . 1936.